# キミワクイーン
キミワクイーン（欧字名:Kimiwa Queen、2019年3月31日 - ）は、日本の競走馬。主な勝ち鞍は2023年の函館スプリントステークス。
馬名の由来は、屋号＋女王。

## 戦績

### デビュー前 - 3歳（2022年）
2020年のセレクトセール1歳セッションにて、浦邊輝實に2000万円（税別）で落札された。
2021年6月20日、東京競馬場第5レースの2歳新馬戦（芝1400m）で、ミルコ・デムーロを背にデビューし勝利。初の重賞挑戦で出走した8月29日の新潟2歳ステークスはセリフォスの6着に敗れる。10月24日の東京競馬場・2歳1勝クラスで2勝目を挙げた。初GI挑戦となった年末の阪神ジュベナイルフィリーズは直線での伸びを欠き、10着に沈んだ。
3歳シーズンは3月13日のフィリーズレビューより始動し、7着に敗れる。その後はクラシックには出走せず、半年ほど休養。復帰戦となった9月3日の2勝クラス・札幌スポニチ賞で3勝目を挙げた。

### 4歳（2023年）
シーズン初戦として出走した1月15日の3勝クラス・サンライズステークスを勝利し、オープンクラスに昇格。3月4日のオーシャンステークスは単勝4番人気に支持されたが、12着惨敗に終わった。4月16日の春雷ステークスで2着に入ったのち、6月11日の函館スプリントステークスは道中後方5番手に控え、直線で上り最速の末脚を繰り出して先行各馬を差し切り、念願の重賞初優勝を果たした。なお、本馬の手綱を取った横山武史の兄の横山和生が同日開催のエプソムカップをジャスティンカフェにて勝利しており、グレード制導入以降では1997年3月2日に武豊・武幸四郎兄弟が記録（それぞれ弥生賞をランニングゲイル、マイラーズカップをオースミタイクーンで勝利）して以来、史上2組目となる兄弟騎手同日JRA重賞勝利を達成した。その後、8月27日のキーンランドカップで7着に敗れると、GI初挑戦となった10月1日のスプリンターズステークスは10着、11月26日の京阪杯は11着に沈んだ。

### 5歳（2024年） - 6歳（2025年）
2024年初戦となった3月2日のオーシャンステークスで5着に終わると、久々のマイル戦となった3月30日のダービー卿チャレンジトロフィーは最下位16着、連覇がかかった6月9日の函館スプリントステークスは7着と精彩を欠いた。8月11日のUHB賞では後方から鋭く追い込んで2着と好走したものの、その後は着外続きとなり、2025年1月18日のカーバンクルステークスで13着に敗れたのち、右第4中足骨々折が判明し3カ月以上の休養を要する見込みと診断された。7月24日付けでJRAの競走馬登録を抹消され、生まれ故郷の追分ファームで繁殖牝馬となる。

## 競走成績
以下の内容は、JBISサーチおよびnetkeiba.comに基づく。
| 競走日     | 競馬場 | 競走名          | 格   | 距離（馬場）  | 頭 数 | 枠 番 | 馬 番 | オッズ （人気） | 着順 | タイム （上り3F） | 着差 | 騎手        | 斤量 [kg] | 1着馬（2着馬）       | 馬体重 [kg] |
| ---------- | ------ | --------------- | ---- | ------------- | ----- | ----- | ----- | --------------- | ---- | ----------------- | ---- | ----------- | --------- | -------------------- | ----------- |
| 2021.06.20 | 東京   | 2歳新馬         |      | 芝1400m（稍） | 16    | 8     | 15    | 005.50（2人）   | 01着 | R1:25.7（33.6）   | -0.1 | 0M.デムーロ | 54        | （レッツリブオン）   | 424         |
| 0000.08.29 | 新潟   | 新潟2歳S        | GIII | 芝1600m（良） | 12    | 7     | 9     | 028.20（8人）   | 06着 | R1:34.5（33.7）   | -0.7 | 0M.デムーロ | 54        | セリフォス           | 426         |
| 0000.10.24 | 東京   | 2歳1勝クラス    |      | 芝1400m（良） | 8     | 3     | 3     | 010.20（4人）   | 01着 | R1:21.9（34.4）   | -0.0 | 0内田博幸   | 54        | （オタルエバー）     | 418         |
| 0000.12.12 | 阪神   | 阪神JF          | GI   | 芝1600m（良） | 18    | 4     | 7     | 080.9（10人）   | 10着 | R1:34.8（35.1）   | -1.0 | 0内田博幸   | 54        | サークルオブライフ   | 420         |
| 2022.03.13 | 阪神   | フィリーズR     | GII  | 芝1400m（良） | 15    | 6     | 10    | 012.30（5人）   | 07着 | R1:20.5（35.2）   | -0.6 | 0内田博幸   | 54        | サブライムアンセム   | 430         |
| 0000.09.03 | 札幌   | 札幌スポニチ賞  | 2勝  | 芝1200m（良） | 16    | 7     | 14    | 003.20（2人）   | 01着 | R1:09.3（35.0）   | -0.3 | 0横山武史   | 53        | （ケイアイオメガ）   | 440         |
| 0000.11.06 | 阪神   | 道頓堀S         | 3勝  | 芝1200m（良） | 10    | 6     | 6     | 002.60（1人）   | 02着 | 01:08.3（33.6）   | -0.0 | 0横山武史   | 54        | ジャスパージャック   | 426         |
| 2023.01.15 | 中山   | サンライズS     | 3勝  | 芝1200m（良） | 11    | 1     | 1     | 001.90（1人）   | 01着 | 01:08.8（34.3）   | -0.1 | 0横山武史   | 56        | （コスモカルナック） | 444         |
| 0000.03.04 | 中山   | オーシャンS     | GIII | 芝1200m（良） | 16    | 6     | 11    | 005.40（4人）   | 12着 | 01:08.2（34.2）   | -0.8 | 0岩田康誠   | 55        | ヴェントヴォーチェ   | 446         |
| 0000.04.16 | 中山   | 春雷S           | L    | 芝1200m（重） | 16    | 1     | 1     | 012.00（3人）   | 02着 | R1:08.8（34.8）   | -0.0 | 0横山武史   | 54        | マッドクール         | 440         |
| 0000.06.11 | 函館   | 函館スプリントS | GIII | 芝1200m（良） | 16    | 8     | 15    | 006.10（3人）   | 01着 | 01:08.2（34.4）   | -0.1 | 0横山武史   | 55        | （ジュビリーヘッド） | 442         |
| 0000.08.27 | 札幌   | キーンランドC   | GIII | 芝1200m（重） | 16    | 2     | 4     | 007.30（4人）   | 07着 | R1:10.6（35.5）   | -0.7 | 0横山武史   | 55        | ナムラクレア         | 448         |
| 0000.10.01 | 中山   | スプリンターズS | GI   | 芝1200m（良） | 16    | 8     | 15    | 044.2（11人）   | 10着 | R1:08.6（33.7）   | -0.6 | 0横山武史   | 56        | ママコチャ           | 442         |
| 0000.11.26 | 京都   | 京阪杯          | GIII | 芝1200m（良） | 18    | 3     | 5     | 005.70（2人）   | 11着 | R1:08.2（33.5）   | -0.8 | 0横山武史   | 56        | トウシンマカオ       | 432         |
| 2024.03.02 | 中山   | オーシャンS     | GIII | 芝1200m（稍） | 16    | 6     | 11    | 011.00（5人）   | 05着 | 01:08.5（34.3）   | -0.5 | 0M.デムーロ | 55        | トウシンマカオ       | 454         |
| 0000.03.30 | 中山   | ダービー卿CT    | GIII | 芝1600m（稍） | 16    | 7     | 14    | 091.8（15人）   | 16着 | 01:35.7（36.1）   | -2.8 | 0菅原明良   | 55.5      | パラレルヴィジョン   | 452         |
| 0000.06.09 | 函館   | 函館スプリントS | GIII | 芝1200m（良） | 16    | 5     | 9     | 022.70（6人）   | 07着 | R1:08.9（34.6）   | -0.5 | 0横山武史   | 56        | サトノレーヴ         | 454         |
| 0000.08.11 | 札幌   | UHB賞           | OP   | 芝1200m（良） | 16    | 7     | 13    | 010.30（4人）   | 02着 | R1:08.1（33.8）   | -0.1 | 0横山武史   | 57        | プルパレイ           | 450         |
| 0000.09.08 | 中京   | セントウルS     | GII  | 芝1200m（良） | 18    | 4     | 8     | 030.7（10人）   | 10着 | R1:08.2（33.3）   | -0.5 | 0岩田望来   | 55        | トウシンマカオ       | 446         |
| 0000.12.01 | 中山   | ラピスラズリS   | L    | 芝1200m（良） | 16    | 5     | 10    | 016.60（7人）   | 09着 | R1:08.1（34.1）   | -0.9 | 0田辺裕信   | 57        | ペアポルックス       | 452         |
| 2025.01.18 | 中山   | カーバンクルS   | OP   | 芝1200m（良） | 16    | 8     | 16    | 032.5（10人）   | 13着 | R1:08.4（33.9）   | -1.0 | 0田辺裕信   | 55.5      | エイシンフェンサー   | 462         |

## 血統表
| キミワクイーンの血統          | キミワクイーンの血統                                             | キミワクイーンの血統                                             | （血統表の出典）                                                 | （血統表の出典）  |
| 父系                          | キングマンボ系                                                   | キングマンボ系                                                   | キングマンボ系                                                   |                   |
| 父 ロードカナロア 鹿毛 2008   | 父の父キングカメハメハ 鹿毛 2001                                 | Kingmambo                                                        | Mr. Prospector                                                   | Mr. Prospector    |
| 父 ロードカナロア 鹿毛 2008   | 父の父キングカメハメハ 鹿毛 2001                                 | Kingmambo                                                        | Miesque                                                          |                   |
| 父 ロードカナロア 鹿毛 2008   | 父の父キングカメハメハ 鹿毛 2001                                 | *マンファス                                                      | *ラストタイクーン                                                | *ラストタイクーン |
| 父 ロードカナロア 鹿毛 2008   | 父の父キングカメハメハ 鹿毛 2001                                 | *マンファス                                                      | Pilot Bird                                                       |                   |
| 父 ロードカナロア 鹿毛 2008   | 父の母レディブラッサム 鹿毛 1996                                 | Storm Cat                                                        | Storm Bird                                                       | Storm Bird        |
| 父 ロードカナロア 鹿毛 2008   | 父の母レディブラッサム 鹿毛 1996                                 | Storm Cat                                                        | Terlingua                                                        |                   |
| 父 ロードカナロア 鹿毛 2008   | 父の母レディブラッサム 鹿毛 1996                                 | *サラトガデュー                                                  | Cormorant                                                        | Cormorant         |
| 父 ロードカナロア 鹿毛 2008   | 父の母レディブラッサム 鹿毛 1996                                 | *サラトガデュー                                                  | Super Luna                                                       |                   |
| 母 チェリーペトルズ 鹿毛 2010 | 母の父ダイワメジャー 栗毛 2001                                   | *サンデーサイレンス                                              | Halo                                                             | Halo              |
| 母 チェリーペトルズ 鹿毛 2010 | 母の父ダイワメジャー 栗毛 2001                                   | *サンデーサイレンス                                              | Wishing Well                                                     |                   |
| 母 チェリーペトルズ 鹿毛 2010 | 母の父ダイワメジャー 栗毛 2001                                   | スカーレットブーケ                                               | *ノーザンテースト                                                | *ノーザンテースト |
| 母 チェリーペトルズ 鹿毛 2010 | 母の父ダイワメジャー 栗毛 2001                                   | スカーレットブーケ                                               | *スカーレットインク                                              |                   |
| 母 チェリーペトルズ 鹿毛 2010 | 母の母チェリーフォレスト 鹿毛 2003                               | サクラバクシンオー                                               | サクラユタカオー                                                 | サクラユタカオー  |
| 母 チェリーペトルズ 鹿毛 2010 | 母の母チェリーフォレスト 鹿毛 2003                               | サクラバクシンオー                                               | サクラハゴロモ                                                   |                   |
| 母 チェリーペトルズ 鹿毛 2010 | 母の母チェリーフォレスト 鹿毛 2003                               | *フォレストゾーン                                                | Forest Wildcat                                                   | Forest Wildcat    |
| 母 チェリーペトルズ 鹿毛 2010 | 母の母チェリーフォレスト 鹿毛 2003                               | *フォレストゾーン                                                | Give Me Liberty                                                  |                   |
| 母系(F-No.)                   | フォレストゾーン(USA)系(FN:3)                                    | フォレストゾーン(USA)系(FN:3)                                    | フォレストゾーン(USA)系(FN:3)                                    | [ § 2 ]           |
| 5代内の近親交配               | Storm Cat 3×5、Northern Dancer 5×5、ノーザンテースト 4×5（母内） | Storm Cat 3×5、Northern Dancer 5×5、ノーザンテースト 4×5（母内） | Storm Cat 3×5、Northern Dancer 5×5、ノーザンテースト 4×5（母内） | [ § 3 ]           |
| 出典                          | 1. 2. 3.                                                         | 1. 2. 3.                                                         | 1. 2. 3.                                                         | 1. 2. 3.          |